# Punzone (tipografia)

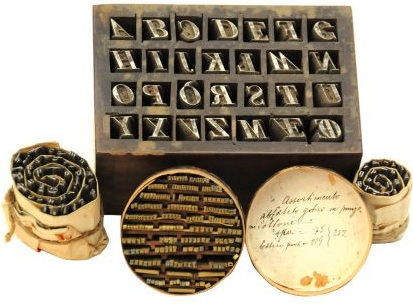
Punzoni tipografici di lettere latine e gotiche

Il punzone in tipografia è un parallelepipedo in acciaio, sulla cui testa è inciso in rilievo e a rovescio un segno tipografico (lettera, numero, punteggiatura, ecc...), usato per imprimere le matrici di rame che fungono da stampo per la realizzazione dei caratteri mobili, mediante colatura della lega tipografica in una forma.

## La forgiatura del blocchetto
Da una stecca in acciaio opportunamente riscaldata con sezione quadrata o rettangolare si tagliano dei blocchetti di dimensioni proporzionate al segno da raffigurare.
Si arrotonda un'estremità dei blocchetti, deputata ad ospitare il segno e detta "testa", mentre l'altra è spianata con una lima in modo che risulti esattamente ortogonale all'asse del blocchetto.
Con la lima si lisciano anche le facce laterali e su una di queste è incisa una tacca, che indica l'orientamento del punzone e del segno da realizzare.

## Il disegno

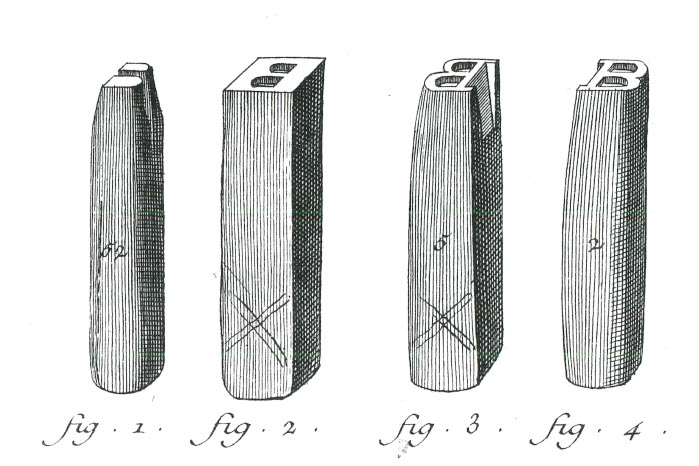
Contropunzone e punzone

Il blocchetto è chiuso in un tasso con due viti, in modo che la faccia piana sia rivolta verso l'alto.
Le lettere sono composte da parti "bianche", concave, e "nere", in rilievo.
Per tracciare le prime si utilizza un contropunzone, punzone che reca in rilievo e a rovescio le sole parti bianche della lettera, che è battuto con una mazza sul punzone in modo che questo ne riceva l'impronta.
Questa tecnica per la realizzazione delle parti bianche comporta il rischio di fessurare il punzone o il contropunzone all'atto della battitura, ma consente una lavorazione più facile: è infatti più semplice lavorare il contropunzone in rilievo con la lima piuttosto che incidere segni concavi sul punzone con un bulino in acciaio. La prima tecnica (contropunzone) cadde in disuso alla fine del XVIII sec. a favore della seconda (bulino).

## La sgrossatura
Tolto il punzone dal tasso lo si inserisce in una morsa, detta "caviglia", e si disegna sulla testa la lettera, i cui contorni sono marcati con una leggera incisione al bulino.
Prima di iniziare l'incisione vera e propria, si annerisce la testa sulla fiamma e la si appoggia su un foglio di carta, per verificare che il disegno sia soddisfacente. In caso affermativo si inizia "sgrossando" la testa con limature sempre più fini.

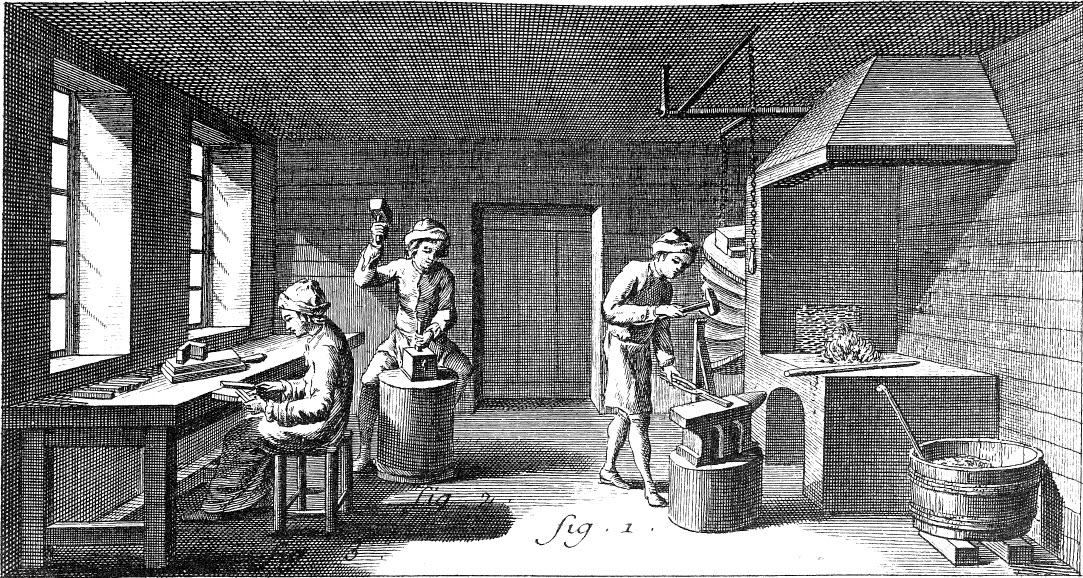
Getteria - Fabbricazione dei punzoni - da Encyclopedie, 1763

## La rifinitura
Il punzone è rifinito con successive lavorazioni al bulino, ciascuna seguita dalla prova alla fiamma, finché i tratti della lettera o del segno non sono dettagliati con precisione.
Si versa olio su una lastra di pietra perfettamente piana, detta pietra a olio. Il punzone è disposto sull'angolo di una squadra e fatto scorrere sulla pietra in modo da ottenere una perfetta ortogonalità tra le facce.
I punzoni di un medesimo corpo sono misurati mediante un calibro per verificare che i segni incisi abbiano altezza adeguata, infine sono sottoposti a tempra, che rende il metallo duro e resistente, e rinvenimento, procedimento che fornisce duttilità evitando la fessurazione del punzone durante l'utilizzo.

## L'utilizzo
Il punzone in acciaio è battuto su un parallelepipedo in rame detto matrice, per lasciare nel rame l'impronta concava del segno inciso in rilievo sul punzone.